# Führer (Nachschlagewerk)
Als Führer bezeichnete Nachschlagewerke sind Bücher, Hefte oder Ähnliches, die Informationen über verschiedene Themen, Orte oder Einrichtungen enthalten. Sie werden auch mit dem englischen Begriff Guide benannt und sind entweder thematisch, alphabetisch oder auch nach Orten gegliedert. Teilweise werden Bewertungen von beschriebenen Objekten abgegeben, wie die Vergabe von Sternen für Restaurants und Unterkünften sowie Sehenswürdigkeiten in Reiseführern.
Führer können auch in digitaler Form als statische E-Books oder dynamische Internetseiten angeboten werden, wie z. B. der freie Reiseführer Wikivoyage.

## Geschichte
Einer der frühesten Reiseführer ist das 1711 vom Geographen Johann Gottfried Gregorii erstellte deutschsprachige Nachschlagewerk „Das jetzt florirende Thüringen in seinen durchlauchtigsten und ruhmwürdigsten Häuptern“ (sic!) für Reisende nach Thüringen mit Angaben zu Einwohnern, Geschichte, Sagen, Sehenswürdigkeiten (Bauwerke, Bildungseinrichtungen, Sammlungen, Bibliotheken), Persönlichkeiten und Hotellerie. Für Weimar empfahl er zum Beispiel die Besichtigung der herzoglichen Bibliothek in Weimar und die Übernachtung im Hotel Elephant.
Frühe Reiseführer stammen auch von Heinrich August Ottokar Reichard (1751–1828), Schriftsteller und Journalist aus Gotha. In Frankreich waren seine Bücher so bekannt, dass noch heute die Worte Guide Reichard (dt. „Reichard-Führer“) als Gattungsbegriff für Reiseführer benutzt werden.
Ab der Mitte des 19. Jahrhunderts wurde der Markt für deutschsprachige Reiseführer so weitgehend vom Verlag Baedeker und seinem gleichnamigen Gründer dominiert, dass sogar Konkurrenten dessen Hauptwerk zitierten, um eigene Angaben zu belegen. Dies hat bis heute zur Folge, dass Reiseführer mitunter auch kurz als Baedeker bezeichnet werden, obwohl mittlerweile wesentlich mehr Anbieter existieren.

## Kategorien

### Inhalt
- Ausstellungen und Museen
  - Ausstellungsführer
  - Museumsführer
- Freizeit und Sport
  - Campingführer
  - Alpenvereinsführer
  - Kanuführer
  - Kletterführer
  - Wanderführer
- Kunst, Kultur und Musik
  - Architekturführer
  - Kunstführer
  - Opernführer,
  - Musikführer
  - Sprachführer
  - Episodenführer
- Reisen und Restaurants
  - Reiseführer
  - Restaurantführer

### Ausprägung
- geografische Vertiefungen, z. B. für alle Städte eines Landes, Regionen oder Landschaften
- zielgruppenorientierte Vertiefungen, z. B. für Individualreisende, Interrailer, Campingführer oder Führer für Fahrradfahrer
- Spezialisierungen und Beschränkungen, z. B. ein Führer nur für Spielzeugmuseen oder Restaurantführer für besonders günstige Restaurants

### Umsetzung
- Programmheft, eine knappe Broschüre zum Spielplan
- Ausstellungskatalog, umfangreiche Begleitdokumentation als Buch oder Bildband
- Audioguide, tragbare Tonträger mit Informationen zu Städten, Sehenswürdigkeiten und Museen, und ähnlichem
- Reiseblog, Weblog mit Schilderungen teilweise subjektiver Reiseeindrücke.
- Wikitravel, als Reise-Wiki
- Wikivoyage, als freier Reiseführer auf Basis eines Wikis
- GPS-Tracks für die Tourenplanung bei Outdoor-Aktivitäten aller Art